# 6539 Nohavica
A 6539 Nohavica (ideiglenes jelöléssel 1982 QG) a Naprendszer kisbolygóövében található aszteroida. Zdenka Vávrová fedezte fel 1982. augusztus 19-én.